# Калугін Костянтин Костянтинович
Калугін Костянтин Костянтинович (23 серпня 1910, Москва — 16 травня 1974, Київ) — український графік.

## Біографія
Закінчив український поліграфічний інститут у Харкові, де вчився у В. Касіяна.

## Творчість
Працює в галузі книжкового оформлення
- «Вибраного» С. Шаншіашвілі (К., 1952);
- «Творів» О. Пушкіна (т.т. 1-4. К., 1952-1954);
- «Поезій» Івана Франка (К., 1956)
- обкладинки до «Антології української поезії» (т.т. 1-4. К., 1958);
- «Поетичних творів» Михайла Старицького (художнє оформлення та портрет автора) (К., 1958);
- збірки творів Павла Тичини (К., 1958),
- монографії «Георгій Іванович Нарбут» Платона Білецького (К., 1959);
- «Вибраних творів» Марка Черемшини (К., 1962).